# 염분역
염분역(鹽盆驛)은 조선민주주의인민공화국 함경남도 리원군에 위치한 평라선의 역이다.

## 연혁
- 1928년 9월 1일: 영업 개시[2]
- 일자 불명: 평라선으로 편입